# بيري فان أريل
بيري فان أريل (بالهولندية: Berry van Aerle)، من مواليد 8 ديسمبر 1962، لاعب كرة قدم هولندي سابق.
لعب مع منتخب هولندا لكرة القدم.

## مسيرته الكروية
لعب بيري فان أريل خلال مسيرته الاحترافية مع 3 أندية في خمسة عشر موسمًا وسجل خلالها 14 هدفًا ضمن 315 مباراة. حيث فاز في ثلاثة مواسم بالكأس وفي ستة مواسم بالدوري.
خاض بيري فان أريل مسيرته مع نادي آيندهوفن في موسم 1981–82 في المرة الأولى ليلعب معه ستة مواسم ثم في موسم 1987–88 ليلعب معه سبعة مواسم، مشاركًا طوالها في 278 مباراة سجل خلالها 12 هدفًا. ثم انتقل إلى نادي رويال أنتويرب في موسم 1986–87 لمدة موسم واحد، حيث شارك في 22 مباراة سجل خلالها هدفًا واحدًا. لينتقل بعدها إلى نادي هيلموند سبورت في موسم 1994–95 لمدة موسم واحد، مشاركًا في 15 مباراة سجل خلالها هدفًا واحدًا أيضًا.

## روابط خارجية
- بيري فان أريل على موقع الاتحاد الدولي (مؤرشف)  (الإنجليزية)
- بيري فان أريل على موقع الاتحاد الأوربي (الإنجليزية)
- بيري فان أريل على موقع قاعدة بيانات كرة القدم.إي يو (الإنجليزية)
- بيري فان أريل على موقع ناشيونال فوتبول تيمز (الإنجليزية)